# Pseudonapomyza hohmanni
Pseudonapomyza hohmanni este o specie de muște din genul Pseudonapomyza, familia Agromyzidae, descrisă de Spencer în anul 1965. Conform Catalogue of Life specia Pseudonapomyza hohmanni nu are subspecii cunoscute.